# 懐化学院
懐化学院（英語: Huaihua University）は、中国湖南省懐化市に本部を置く中国の公立大学。1958年創立、1958年大学設置。
2019年時点では、学校の面積は1158畝、建築面積は52万平方メートル、生徒数約18057人、教職員867人。

## 略歴
- 懐化学院の起源は、1958年6月に黔陽専署が設立した黔陽師範専科学校
- 1858年11月、「黔陽専区師範学院」と改称
- 1959年7月、「黔陽師範専科学校」復名
- 1962年6月、辰渓師範を吸収合併する
- 1977年4月、湖南師範学院黔陽分院設立
- 1982年、元湖南農学院黔陽分院を吸収合併する
- 1983年、「懐化師範専科学校」と改称
- 1986年、元懐化地区教師進修学院を吸収合併する
- 2000年、黔陽師範を吸収合併する
- 2002年3月、「懐化学院」と改称

## 基礎データ

### 校訓
- 「厚徳博学 唯實求新」

### 校歌
- 「鶴舞長天」。石煌遠作詞·楊歌陽作曲。[2]

## 組織
「学院」も「系」も日本の大学の学部にほぼ相当する。「学部」は「学院」と「系」の上の編成で、実体はなく、日本の「学部」とは位置付けが異なっている。妙訳がないのでそのまま記す。
- 物理·信息工程系
- 芸術設計系
- 体育系
- 生命科学系
- 化学·化学工程系
- 少数民族預科教学部
- 音楽舞踊系
- 美術系
- 教育科学系
- 計算機工程系
- 中国語言文学系
- 数学·応用数学系
- 外国語言文学系
- 政法系
- 公共管理系
- 商学系
- 経済系

## 附属機関

### 附属図書館
- 懐化学院図書館、蔵書数は全館合計で約123万冊

## 大学の人物一覧

### 教授
- 学長：宋克慧
- 党委書記：譚偉平

### 卒業生
- 席南華：中国科学院数学物理学部院士
- 王躍文：作家
- 陳思思：俳優